# Agnus Dei
Pour les articles homonymes, voir Agnus Dei (homonymie) et Agneau (homonymie).

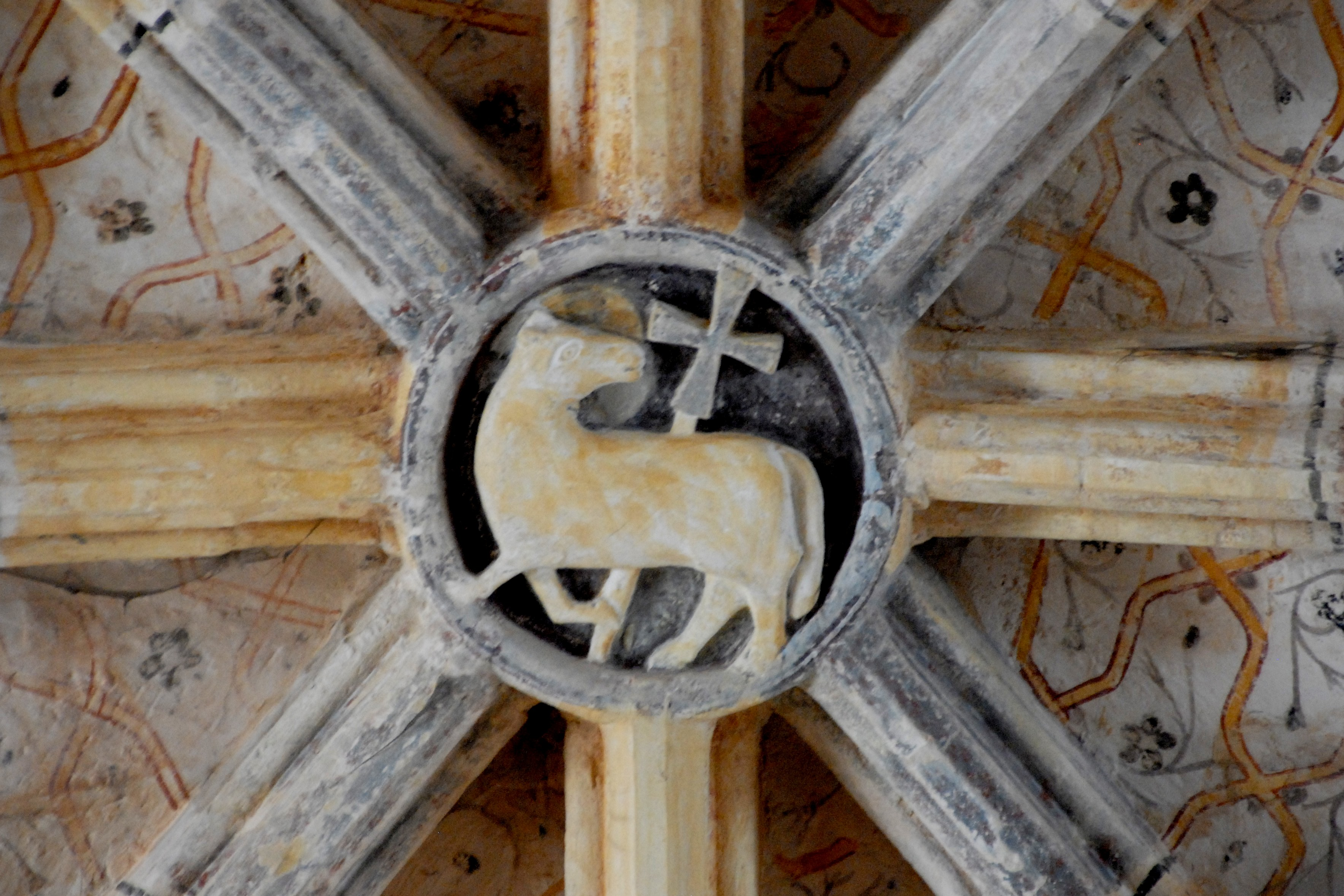
Agnus Dei sur une clef de voûte de l'abbatiale de Saint-Avit-Sénieur, Dordogne.

Agnus Dei est une expression latine signifiant « Agneau de Dieu ».
Chez les chrétiens, elle désigne Jésus-Christ dans son rôle de victime sacrificielle, destinée à l'offrande pascale. C'est aussi le nom d'une prière catholique chantée ou récitée pendant la messe.

## Terme et fonction liturgique

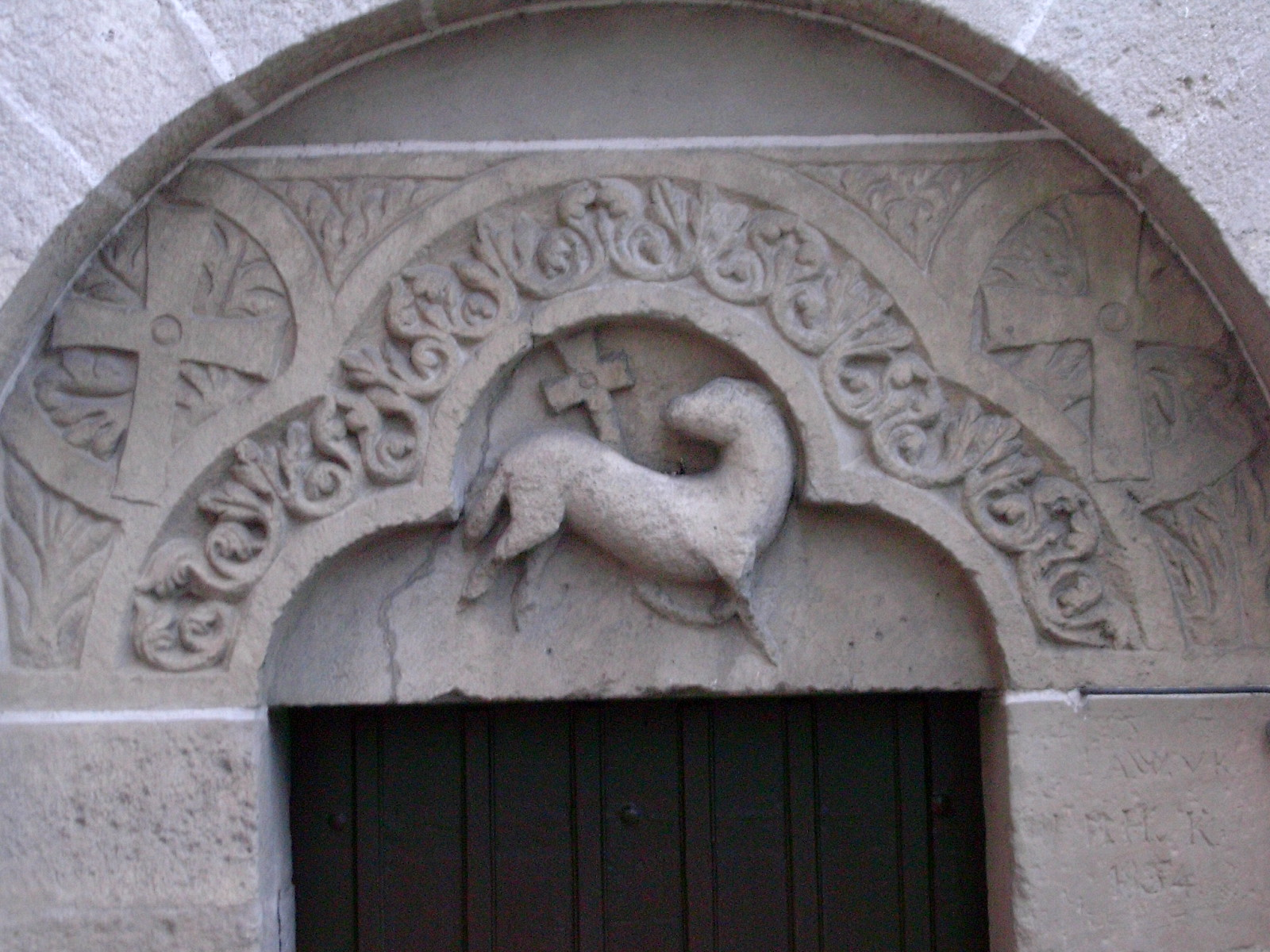
Agnus Dei sur un linteau de l'église Saint-Rémi de Ingelheim.

Chez les catholiques de rite romain — pas ceux de rite ambrosien —, cette acclamation est récitée au cours de la messe juste avant la communion. Plus précisément, il s'agit du chant qui accompagne la fraction du pain auparavant consacré. Son origine se trouve dans l'Évangile selon Jean. C'est une citation de Jean le Baptiste : « […] il vit Jésus venant à lui, et il dit : Voici l'Agneau de Dieu, qui enlève le péché du monde » (Jn 1,29). Cette exclamation johannique fait écho à la désignation par Dieu de son « Fils bien-aimé » dans les évangiles synoptiques, l'agneau pouvant être, en araméen (talya), la désignation métaphorique d'« enfant », à l'instar de l'anglais contemporain kid (chevreau).
Dans la messe, l'hymne Gloria in excelsis Deo aussi emploie ce terme. Pour les chrétiens, Jésus-Christ est « l'agneau de Dieu » sacrifié lors de la crucifixion et qui enlève les péchés du monde par sa mort et sa résurrection.
Selon l'article 83 de la Présentation Générale du Missel Romain du Vatican, l'invocation Agnus Dei accompagne la fraction du pain. Normalement, Agnus Dei est lancée et chantée par la schola ou le chantre, et le peuple fidèle y répond. L'invocation est conclue avec dona nobis pacem des fidèles. Lorsque l'on ne peut pas la chanter, il faut qu'elle soit dite à haute voix.
À l'occasion d'obsèques, l'invocation reste la même mais la demande est différente. Elle n'attend plus la miséricorde pour les vivants mais le repos éternel pour les défunts.
La prière est également en usage dans d'autres confessions, notamment la Communion anglicane et  les Églises luthériennes.

## Texte

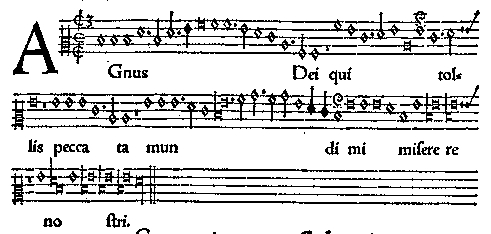
Extrait de l'Agnus Dei de Josquin des Prés, messe l'Homme armé super voces musicales (voir ci-dessous), publiée en 1502 à Venise, par Ottaviano Petrucci. L'une des premières notations imprimées avec beaucoup de soin.

### Texte latin
« Agnus Dei, qui tollis peccata mundi, miserere nobis.
Agnus Dei, qui tollis peccata mundi, miserere nobis.
Agnus Dei, qui tollis peccata mundi, dona nobis pacem. »

### Selon l'ancien rite romain (avant 1570)
« Agnus Dei, qui tollis peccata mundi, parce nobis Domine.
  
Agnus Dei, qui tollis peccata mundi, exaudi nos Domine.

Agnus Dei, qui tollis peccata mundi, miserere nobis. »

### Texte en français (avant 2021)
« Agneau de Dieu qui enlèves le péché du monde, prends pitié de nous.

Agneau de Dieu qui enlèves le péché du monde, prends pitié de nous.

Agneau de Dieu qui enlèves le péché du monde, donne-nous la paix. »

### Texte français de la nouvelle traduction du missel romain (2021)
« Agneau de Dieu, qui enlèves les péchés du monde, prends pitié de nous.

Agneau de Dieu, qui enlèves les péchés du monde, prends pitié de nous.

Agneau de Dieu, qui enlèves les péchés du monde, donne-nous la paix. »

## Historique
Tout comme les Kyrie, Gloria, l’origine de ce chant se trouve dans la tradition byzantine. Avant que l’Église en Occident n’adopte l’Agnus Dei, le texte biblique Saint Jean I,29 Voici l’Agneau de Dieu, qui… était déjà en usage dans la messe de saint Jacques en grec.

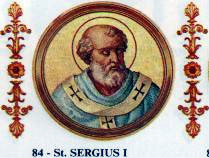
Il est assez probable que le pape Serge Ier (650 - 687 - † 701) fit introduire l’Agnus Dei dans la messe.

La pratique de ce chant dans le rite romain remonterait au VIIe siècle. C’est pourquoi les spécialistes cherchaient cette pièce dans les manuscrits au VIIIe siècle. Mais, le texte ne se trouve pas dans le sacramentaire gélasien Vatican Reginensis 316 ni le sacramentaire de Bobbio ni le missel de Stowe. En réalité, les manuscrits issus du sacramentaire gélasien, destiné aux paroisses et privé de réformes, ne contenaient pas ce texte.
À la fin du XIIe siècle, Lotario Conti, aussitôt pape Innocent III, mentionnait, dans son commentaire de la messe, le nom de Serge Ier. D’après Lotario Conti, ce prédécesseur pontifical ordonna que l’Agnus Dei soit chanté par le clergé ainsi que les fidèles,. De surcroît, le futur pape précisait que le chant était exécuté tantôt trois fois selon le texte miserere nobis auprès d’un certain nombre d’établissements y compris au Latran, mais que tantôt les fidèles chantaient déjà le troisième verset avec dona nobis pacem.
De nos jours, les chercheurs considèrent que cette attribution est raisonnable. En effet, le pape Serge Ier se distinguait de sa réforme liturgique, surtout de son opposition contre le concile byzantin in Trullo (concile Quinisexte, en 692) ayant interdit de représenter le Christ sous l’aspect de l’agneau,. On comprend que ce souverain pontife souhaitât rétablir cette coutume, car ses parents étaient originaires de la région d’Antioche qui pratiquait cette tradition ancienne.
D’où, le texte de l’Agnus Dei se trouve exactement dans les manuscrits du Sacramentarium Gregorianum Hadrianum, qui étaient fidèles aux reformes liturgiques auprès du Vatican. Ainsi, le manuscrit Cambrai 164 (copié vers 811 extrait (Agnus dei)) et le Vatican Reginensis 337 (Lyon, première moitié du IXe siècle, le meilleur manuscrit de cette catégorie) contient de l’Agnus Dei  alors que manque de ce texte le sacramentaire de Trente issu du sacramentaire grégorien Type I, plus ancien et édité avant les reformes. Aujourd’hui, les chercheurs identifièrent que le sacramentaire Cambrai 164 n’est autre qu’une copie directe d’un sacramentaire papal du VIIIe siècle. Ce dernier était en usage au Vatican, puis laissé dans la bibliothèque de Latran, avant que le pape Adrien Ier l’octroie à Charlemagne en 791 ou plus tôt.

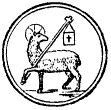
Agnus Dei, représentation du Nordisk familjebok.

En résumé, l’Agnus Dei était pratiqué au Saint-Siège, déjà au VIIIe siècle. Avec le sacramentaire grégorien Hadrianum, évolué et complété en Gaule, sa pratique devint universelle. Il s’agissait de l’un des fruits des réformes liturgiques successives, par les papes saint Grégoire le Grand († 604), Serge Ier et Grégoire II († 731), afin d’enrichir la liturgie de l’Église.
Au regard du texte, ce sacramentaire Hadrianum préparait déjà le texte du missel romain actuel. Mais il fallait attendre la Contre-Réforme de sorte que les variantes soient supprimées. Ainsi, un missel romain de 1558 employait trois versets différents : « Agnus Dei, qui tollis peccata mundi, parce nobis Domine ; Agnus Dei, qui tollis peccata mundi, exaudi nos Domine ; Agnus Dei, qui tollis peccata mundi, miserere nobis. » À la suite du concile de Trente, le missel romain, qui fut sorti en 1570 sous le pontificat de Pie V, fixa, pour la première fois, le texte officiel actuel de la messe dont l’Agnus Dei, étant en usage jusqu’ici.

## Chant liturgique

### Chant grégorien

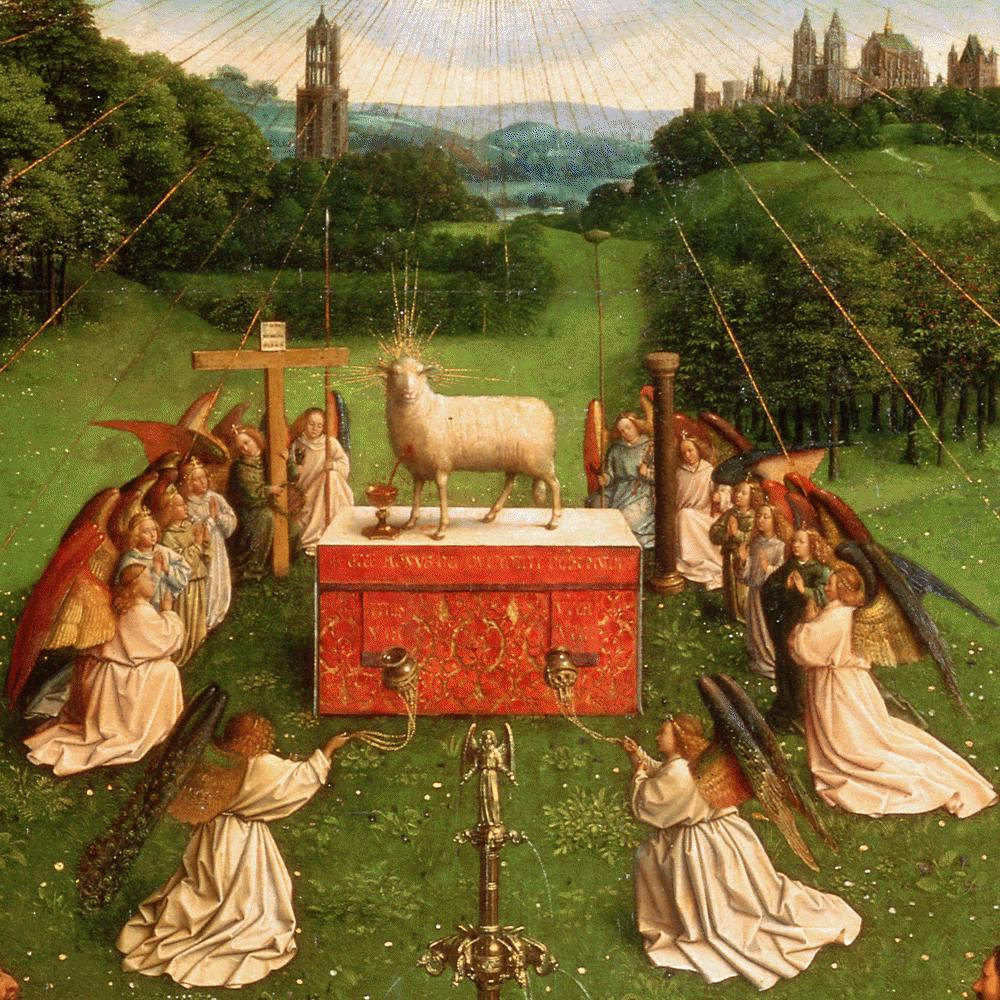
Détail du Retable de l'Agneau mystique (1432), Jan van Eyck.

Le Kyriale du graduel romain compte vingt invocations Agnus Dei grégoriennes. Leur composition fut effectuée entre les Xe et XVIe siècles,. Donc, certaines sont chants néo-grégoriens, ajoutées tardivement.
Si le texte se compose d'une forme a - a - b, la moitié des Agnus Dei, plus précisément onze, possèdent en tant que structure musicale, a - b - a. Seule la VII a sa cohérence entre le texte et la forme musicale. Avec la forme a - b - c, la XI aussi demeure une exception. Mais les mélodies de miserere et dona nobis sont normalement identiques.
Tel le Kyrie, ce chant contient ceux qui sont issus de la liturgie locale. Ainsi, les Agnus Dei IV et VI sont représentatifs du fond germanique.
- Agnus Dei I (aaa, Xe siècle[ll 2])
- II (aba)
- III (aba)
- IV Cunctipotens genitor Deus (aba, XIIe ou XIIIe siècle[ll 3])
- V (aaa)
- VI (aaa)
- VII (aab)
- VIII De angelis(aba, XVe siècle[ll 4])
- IX Cum jubilo (aba, Xe siècle[ll 5])
- X (aba)
- XI Orbis factor (abc, XIVe siècle[ll 6])
- XII Pater cuncta(aba)
- XIII (aba)
- XIV (aba)
- XV (aba)
- XVI (aba)
- XVII (aa'a, XIIIe siècle[ll 7])
- XVIII (aaa, XIIe siècle[ll 8])
- I ad libitum (adaptée à toutes les célébrations, aaa)
- II ad libitum (aa'a)

Les mélodies des Agnus Dei I et IX sont les plus anciennes. Mais quelques spécialistes considèrent que l'origine de la XVIII est antérieure au Xe siècle, en raison de sa caractéristique syllabique et psalmodique. En outre, celle-ci répète simplement la même mélodie trois fois.
- Agnus Dei I (Xe siècle) [écouter en ligne]
- Agnus Dei IX (Xe siècle) [écouter en ligne]
- Agnus Dei XVIII (avant Xe siècle ?) [écouter en ligne]

Par ailleurs, la dénomination de chaque série du Vatican (messe I Lux et origo - messe XVIII Deus genitor alme) fut effectuée sous le pontificat de saint Pie X. Mais, de nos jours, la plupart de ces dénominations ne sont plus en usage. Les chants dans les messes XV, XVI et XVIII sont généralement très simples, qui se trouvent souvent dans les manuscrits les plus anciens du Xe siècle.

### Moyen Âge
À la suite de la naissance de la polyphonie, l'ordinaire de la messe y compris l'Agnus Dei était désormais fréquemment composé en cette manière, en dépit de l'interdiction du pape Jean XXII avec sa décrétale Docta Sanctorum Patrum. Mais initialement, le motif musical restait encore issu du chant grégorien. Ainsi, l'Agnus Dei de la messe de Notre Dame de Machaut était une paraphrase de l'Agnus Dei XVII grégorien.
- Guillaume de Machaut (vers 1300 - † 1377) : Messe de Notre Dame [écouter en ligne]
- Guillaume Dufay (vers 1400 - † 1474) : Messe pour saint Antoine de Padoue [écouter en ligne]
- Jean Ockeghem (vers 1420 - † 1497) : Missa Caput à 4 voix (vers 1462[13]) [écouter en ligne]

### En musique classique
L'Agnus Dei est un passage de nombreuses œuvres de musique classique, faisant normalement partie de la messe. En tant que prière chantée, il s'agit d'une pièce particulièrement chargée d'émotion et d'humilité. C'est la raison pour laquelle les musiciens en composaient avec beaucoup de soin et que l'on y trouve les meilleurs chefs-d'œuvre parmi les pièces de messe. Pour cette même raison, plusieurs compositeurs à la Renaissance écrivaient leurs Agnus Dei I et Agnus Dei II, successivement chantés, tels Josquin des Prés, Palestrina. Par ailleurs, le dit cérémonial de Clément VIII, sorti en 1600, recommandait l'exécution de l'Agnus Dei en alternance, afin de lutter contre le calvinisme qui interdisait toutes les formes musicales dans la liturgie. D'où, une messe de Carissimi, profondément lié au Saint-Siège, était chantée en alternance : versets 1 et 3 en monodie et verset 2 en polyphonie. Cette messe était une paraphrase de son ancienne cantate. De même, le motif de Josquin des Prés, l'Homme armé, n'était autre qu'un chant profane, très populaire à l'époque.

#### Renaissance
- Josquin des Prés (vers 1450 - † 1521) : Messe l'Homme armé super voces musicales [écouter en ligne : Agnus Dei I] [Agnus Dei II]
- Giovanni Pierluigi da Palestrina (1525 - † 1594) : Messe du Pape Marcel (1562) [écouter en ligne : Agnus Dei I] [Agnus Dei II]
- Claudio Monteverdi (1567 - † 1643) : Messa a 4 voci (posthume, 1650) [écouter en ligne]

#### Musique baroque
- Giacomo Carissimi (1605 - † 1674) : Messa Sciolto havean dall' alte sponde à 5 voix (après 1653[14]) [écouter en ligne]
- Marc-Antoine Charpentier (1643 - † 1704) : Messe de minuit pour Noël, H9 [écouter en ligne] ; Messe Assumpta est Maria, H11 (1702) [écouter en ligne]
- Joseph-Hector Fiocco (1703 - † 1741) : Missa solemnis pour solistes, chœur et orchestre [écouter en ligne]
- Johann Sebastian Bach (1685 - † 1750) : Messe en si mineur BWV 232 [écouter en ligne]

#### Musique classique
- Wolfgang Amadeus Mozart (1756 - † 1791) : Messe du Couronnement (KV 317) () [écouter en ligne], Messe de l'Orphelinat"  et "Grande messe en ut mineur".
- Charles Gounod (1818 - † 1893) : Messe solennelle de sainte Cécile (1855) [écouter en ligne]
- Anton Bruckner (1824 - † 1896) : Messe no 3 en fa mineur pour chœur, solistes et orchestre, WAB28 (1868) [écouter en ligne]
- Gabriel Fauré (1845 - † 1924) : Messe des pêcheurs de Villerville (Messe Basse) (1881, 1907) [écouter en ligne]

#### Musique contemporaine
- Ralph Vaughan Williams (1872 - † 1958) : Messe en sol mineur pour double chœur et solistes (1921) [écouter en ligne]
- Zoltán Kodály (1882 - † 1967) : Missa Brevis pour solistes, chœur et orgue (1944) [écouter en ligne]
- Samuel Barber (1910 - † 1981) : Adagio for strings
- Daniel Meier (1934 - † 2004) : œuvre pour soprano et orgue (2002)[15]
- Arvo Pärt (1935 - ) : Berliner Messe (1990) [écouter en ligne]
- Martín Palmeri (1965 - ) : Misa a Buenos Aires [écouter en ligne]
- Régis Campo (1968 - ) : œuvre pour chœur d'enfants ou 7 voix a cappella (2005)[16]

#### Musique populaire
- Agnus Dei est le 1er titre de l'album L'Autre… de Mylène Farmer.
- Agnus Dei est le titre du deuxième album du groupe québécois Gros Mené, paru en 2012.
- Agnus Dei est le titre de l'introduction de l'album Blood of the Saints de Powerwolf, paru en 2011, dont les paroles sont une reprise conforme au texte en latin[17].